# Port lotniczy Port Columbus
Port lotniczy Port Columbus (IATA: CMH, ICAO: KCMH) – międzynarodowy port lotniczy położony 10 km od Columbus, w stanie Ohio, w Stanach Zjednoczonych. Jest zarządzany przez Columbus Regional Airport Authority.

## Linie lotnicze i połączenia

### Hall A
- Continental Airlines (Houston-Intercontinental, Newark)
- Continental Connection bsługiwane przez Colgan Air (Newark)
- Continental Connection bsługiwane przez CommutAir (Cleveland)
- Continental Express bsługiwane przez Chautauqua Airlines (Cleveland, Houston-Intercontinental)
- Continental Express bsługiwane przez ExpressJet Airlines (Cleveland, Houston-Intercontinental, Newark)
- Southwest Airlines (Baltimore/Waszyngton, Chicago-Midway, Denver [od 2011], Las Vegas, Nashville, Orlando, Phoenix, St. Louis, Tampa)

### Hall B
- Air Canada Jazz (Toronto-Pearson)
- American Airlines (Dallas/Fort Worth)
- American Eagle Airlines (Chicago-O'Hare, Dallas/Fort Worth, Miami, Nowy Jork-JFK, Nowy Jork-LaGuardia)
- Frontier Airlines obsługiwane przez Chautauqua Airlines (Milwaukee)
- Frontier Airlines obsługiwane przez Republic Airlines (Kansas City)
- United Airlines (Chicago-O'Hare, Denver)
- United Express obsługiwane przez Atlantic Southeast Airlines (Chicago-O'Hare, Waszyngton-Dulles)
- United Express obsługiwane przez Shuttle America (Chicago-O'Hare, Denver, Newark [od 4 stycznia], Waszyngton-Dulles)
- United Express obsługiwane przez SkyWest (Chicago-O'Hare, Denver, Houston-Intercontinental [od 4 stycznia])
- United Express obsługiwane przez Trans States Airlines (Chicago-O'Hare, Waszyngton-Dulles)
- US Airways (Phoenix)
- US Airways Express obsługiwane przez Air Wisconsin (Nowy Jork-LaGuardia, Filadelfia, Waszyngton-Reagan)
- US Airways Express obsługiwane przez Chautauqua Airlines (Nowy Jork-LaGuardia, Waszyngton-Reagan)
- US Airways Express obsługiwane przez PSA Airlines (Charlotte)
- US Airways Express obsługiwane przez Republic Airlines (Charlotte, Nowy Jork-LaGuardia, Filadelfia, Waszyngton-Reagan)

### Hall C
- AirTran Airways (Atlanta, Fort Lauderdale, Fort Myers, Orlando)
- Delta Air Lines (Atlanta, Cancun [sezonowo; od 11 lutego], Los Angeles)
- Delta Connection obsługiwane przez Atlantic Southeast Airlines (Atlanta, Cincinnati/Northern Kentucky)
- Delta Connection obsługiwane przez Chautauqua Airlines (Boston, Cincinnati/Northern Kentucky, Nowy Jork-JFK, Nowy Jork-LaGuardia)
- Delta Connection obsługiwane przez Comair (Cincinnati/Northern Kentucky, Detroit, Minneapolis/St. Paul, Nowy Jork-JFK)
- Delta Connection obsługiwane przez Compass Airlines (Waszyngton-Reagan)
- Delta Connection obsługiwane przez Mesaba Airlines (Detroit, Minneapolis/St. Paul)
- Delta Connection obsługiwane przez Pinnacle Airlines (Detroit, Memphis, Raleigh/Durham)
- Delta Connection obsługiwane przez Shuttle America (Atlanta, Nowy Jork-LaGuardia)
- Delta Connection obsługiwane przez SkyWest (Minneapolis/St. Paul)
- USA 3000 Airlines (Cancun) [sezonowo]